# Bettina Heinen-Ayech

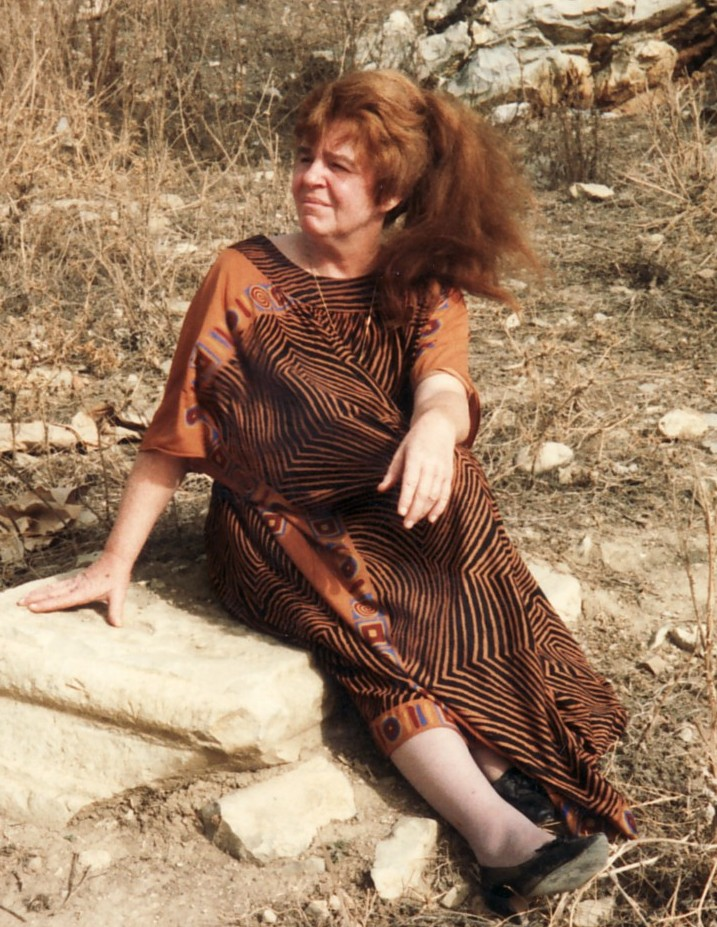
Bettina Heinen-Ayech (1989)

Bettina Heinen-Ayech ( Solingen, 3 september 1937 - München, 7 juni 2020) was een Duitse schilderes. Ze werd bekend om haar kleurrijke landschapsgezichten van Algerije.

## Biografie
Bettina Heinen was de dochter van de in Bauchem geboren journalist Johann Jakob Josef "Hanns" Heinen (1895-1961), die jarenlang hoofdredacteur was van het Solinger Tageblatt en de branchekrant Eberswalder Offertenblatt, en ook actief was als dichter en toneelschrijver. Haar moeder Erna, geboren Steinhoff (1898-1969), werd in Düsseldorf geboren en kwam uit een Westfaalse familie met als thuisbasis het landgoed Huis Ahse bij Soest. Bettina Heinen had twee broers en een zus. De kinderen groeiden op in een huis in Solingen dat door kunst en openheid gekenmerkt werd. Het gezin woonde in een oud vakwerkhuis in de wijk Höhscheid, het voormalige mijnwerkershuis van een plaatselijke loodmijn, waar Heinen tot op hoge leeftijd bleef wonen tijdens verblijven in haar geboortestad.
Tijdens de Tweede Wereldoorlog woonde Bettina Heinen vanaf 1942 met haar moeder en zus in Kreuzthal-Eisenbach bij Isny in de Allgäu. Ze kregen later gezelschap van de schilder en familievriend Erwin Bowien (1899-1972), die in 1942 na een verblijf van tien jaar in Nederland was teruggekeerd naar Duitsland en voortdurend op de vlucht was voor de nazi-autoriteiten. Vader Hanns Heinen volgde in 1944 nadat hij een artikel over de werkelijke toestand in Duitsland had gepubliceerd. Er werden in Kreuzthal arrestatiebevelen tegen hem en Bowien uitgevaardigd die "de postdame verscheurde", zoals Heinen later verklaarde.
Van 1948 tot 1954 bezocht de jonge Bettina Heinen het August-Dicke-Gymnasium voor meisjes in Solingen, waar een lerares haar talent herkende en aanmoedigde. Haar eerste artistieke opleiding kreeg ze van Bowien, die in 1945 bij de familie Heinen introk - in het zogenaamde "Schwarze Haus" - en die tot aan zijn dood haar mentor bleef. Vanaf 1954 bezocht ze de Keulse Werkschulen en daar de klas voor monumentale muurschilderingen van Otto Gerster, waarbij ze de eerste drie klassen mocht overslaan. In 1955 werden voor het eerst werken van Bettina Heinen - 20 aquarellen en tekeningen - in de Kursaal van Bad Homburg tentoongesteld. Schilderijen van de toen 18-jarige Bettina Heinen werden door de Frankfurtse galeriehoudster Hanna Bekker vom Rath in de groepstentoonstelling Deutsche Kunst der Gegenwart (1955/56) opgenomen, waarin ze naast kunstwerken van Karl Schmidt-Rottluff, Paul Klee, Max Beckmann, Max Ernst, Ernst Ludwig Kirchner en Käthe Kollwitz tijdens een tournee door Zuid-Amerika, Afrika en Azië te zien waren. Schmidt-Rottluff adviseerde haar: "Bettina, blijf trouw aan jezelf!"
Daarna volgden studies bij Hermann Kaspar aan de kunstacademie van München en reizen naar Ticino. Vanaf 1958 studeert Bettina Heinen aan de Koninklijke Deense Kunstacademie in Kopenhagen en maakt ze de eerste van een aantal reizen naar Noorwegen, waar ze een huisje koopt aan de voet van de Zeven Zusters. In 1959 en 1962 ontvangt Bettina Heinen beurzen van het Ministerie van Cultuur van Noordrijn-Westfalen. Schilderverblijven op Sylt, in Ticino en Noorwegen evenals Parijs volgden. In 1962 maakte Bettina Heinen haar eerste reis naar Noord-Afrika toen ze door het Duits Cultureel Instituut in Caïro werd uitgenodigd.
In Parijs ontmoette Heinen in 1960 haar toekomstige echtgenoot, de Algerijn Abdelhamid Ayech (1926-2010), in de Jardin du Luxembourg toen ze daar samen met Bowien aan het schilderen was. Twee jaar na de geboorte van dochter Diana in 1961 verhuisde het gezin naar Guelma, Ayechs geboorteplaats in Algerije, dat inmiddels onafhankelijk was geworden van Frankrijk. In 1969 werd zoon Haroun geboren. In de decennia die volgden, pendelde Bettina Heinen-Ayech tussen Solingen en Algerije, waar ze een bekend gezicht werd op zoek naar motieven in haar auto, "een voertuig dat ooit een R4 was," met "de onvermijdelijke sigarettenhouder in haar mondhoek". Haar liefde voor Algerije was ook gebaseerd op haar liefde voor haar man Hamid, een "vrije en moedige man", aldus Bettina Heinen-Ayech.
In 1968 werden de eerste werken van Bettina Heinen-Ayech aangekocht door het Nationaal Museum in Algiers (Musée National des beaux-arts d'Alger) en in 1976 ontving ze de Grand Prix de la ville d'Alger. In datzelfde jaar werd ze voorzitter van de Vriendenkring van Erwin Bowien (Bowien was in 1972 overleden). In 1992 werd een retrospectieve van 120 van haar schilderijen in het Musée National des beaux-arts d'Alger tentoongesteld. In 1993 ontving ze de Cultuurprijs van de Solinger Bürgerstiftung Baden. In 2004 werd in Algiers een tweede grote retrospectieve van haar werken getoond onder het beschermheerschap van de toenmalige Algerijnse minister van Cultuur, Khalida Toumi; in 2006 werd ze opnieuw geëerd door de Algerijnse regering. In hetzelfde jaar werd er tijdens haar afwezigheid ingebroken in haar huis in Solingen; zes schilderijen van Erwin Bowien werden daarbij opzettelijk gestolen.
Tot 2018 waren Heinen-Ayechs schilderijen in meer dan 100 solo- en talrijke groepstentoonstellingen in Europa, Amerika en Afrika te zien. Haar voornaam "Bettina" vestigde zich als haar kunstenaarsnaam, ook in de Arabische spelling بتينا. Het leven en werk van Bettina Heinen-Ayech is in boeken en films geportretteerd. In 2012 keerde ze voor het eerst na de oorlog terug naar Kreuzthal in de Allgäu. Daarbij werd ze vergezeld door een televisieploeg van de Bayerischer Rundfunk.
Bettina Heinen-Ayech overleed op 7 juni 2020 op 82-jarige leeftijd in München.

## Werk

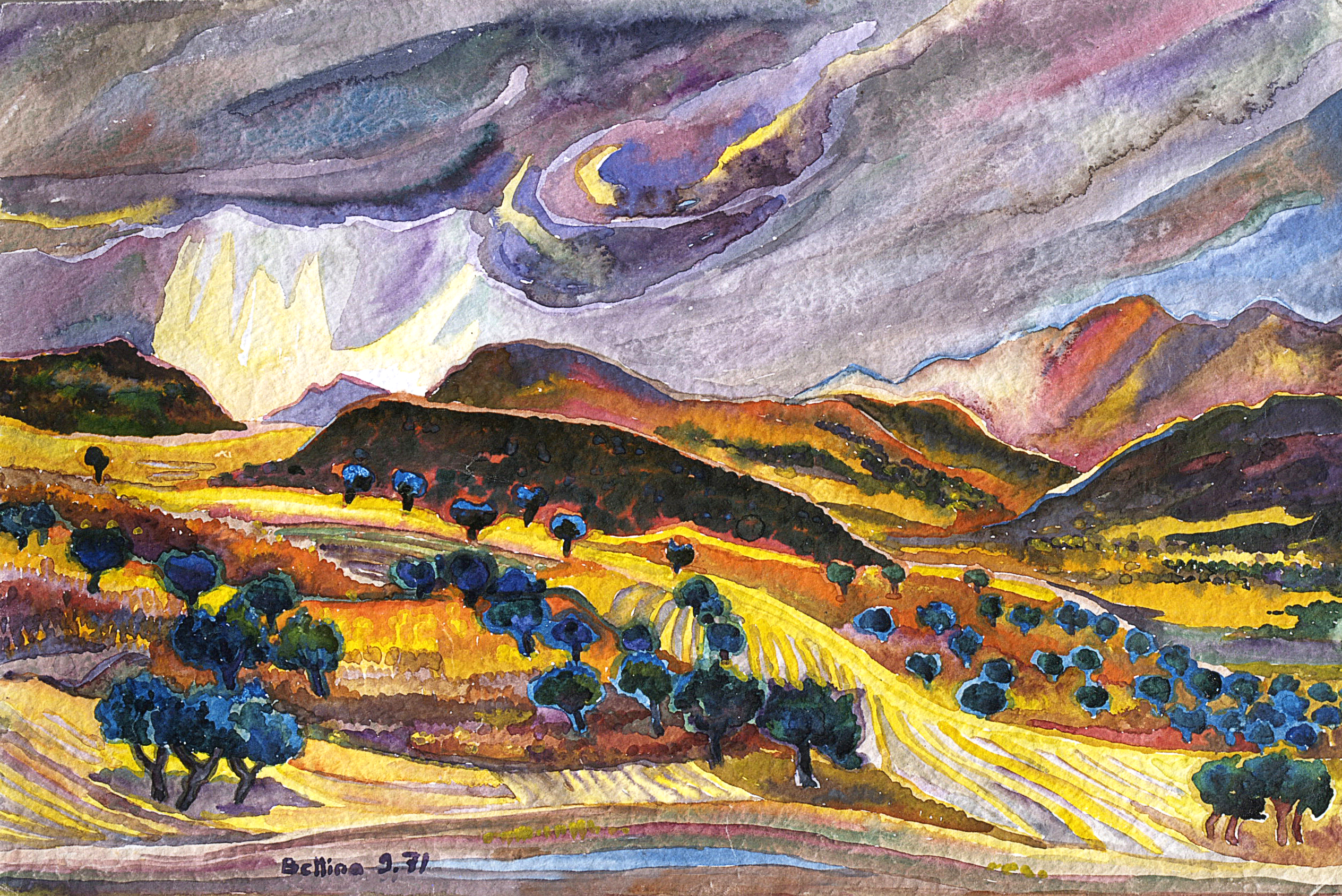
Zomerse onweersbui in Algerije (1974)

Bettina Heinen-Ayech leerde tijdens haar opleiding alle technieken, maar legt zich vooral toe op aquarel schilderen. Als buitenschilder maakte ze talloze landschapschilderijen, maar minder vaak portretten. Door haar verblijven in Algerije ontwikkelde ze haar eigen techniek: Vanwege de droge lucht in Guelma liepen de aquarellen daar niet in elkaar over zoals in Europa, maar droogden ze snel. Hieruit ontwikkelde ze haar eigen aanpak: "Ik voeg de sterke kleuren als een mozaïek, verfstreek na verfstreek, samen", aldus Bettina Heinen-Ayech. Wanneer de intense kleuren gecombineerd worden, creëren ze een levendig beeld van de landschappen en het licht in Algerije. Tijdens de periode van terrorisme in de jaren 1990-2000 heeft ze alleen portretten, stillevens en blikken vanuit het raam in Algerije kunnen schilderen, omdat ze niet rond kon reizen.
Volgens Bettina Heinen-Ayech veranderde niet alleen haar techniek in Algerije, maar ook haar persoonlijkheid. Ze heeft afstand genomen van haar "Europese vooroordelen" en naar de prachtige natuur in Guelma "geluisterd": "De zuidelijke berg, de Mahouna, met zijn velden, boeien en betoveren al mijn zintuigen en bewaren mijn fantasieën. Ik schilder deze streek in de lente, wanneer het groen van de met rode klaprozen bezaaide velden in al zijn tinten oplicht, ver van het dichte groen van Europa; in de zomer, wanneer de blauwe en paarse bergtoppen boven het prachtige goud van de tarwevelden uitsteken; in de winter, wanneer het rood van de aarde een ongelooflijke kracht heeft die zo moeilijk weer te geven is!"
Al in 1967 schreef de journalist Max Metzker over Bettina Heinen-Ayech in de Düsseldorfer Nachrichten: "Ze is in staat om een landschap zelfs voor degenen die het niet kennen toegankelijk te maken. De portretten zijn niet alleen afbeeldingen van mensen, maar tegelijkertijd ook diepgaande beschrijvingen van de ziel."

## Tentoonstellingen (selectie)
- 1955 Kursaal van Bad Homburg
- 1957 Nordfriesland Museum. Nissenhaus Husum;Kopenhagen, Duitse club.
- 1958 Kasteel Welfenschloss Münden
- 1961 Bern, Galerie Schneider
- 1962 Caïro, Duits Cultureel Instituut.
- 1963 Solingen, Duitse Klingenmuseum
- 1966 Düsseldorf, Internationaal Educatief Centrum Die Brücke
- 1970 Tunis, tentoonstelling in de Salon des Arts
- 1972 Hamburg, Galerie voor hedendaagse kunst
- 1973 Springe, Museum auf dem Burghof; Rabat, Goethe Instituut ; Casablanca, Goethe Instituut
- 1976 Gladbeck, museum Waterslot Wittringen
- 1980 Remscheid, Stedelijk Museum, plaatselijk historisch museum Hasten
- 1984 Damascus, Goethe-Institut. Het Nationaal Museum van Damascus doet aankopen; Aleppo, Musée National
- 1986 El Oued, Maison de la Culture
- 1990 Würzburg, Otto-Richter-Halle, Freunde Mainfränkischer Kunst und Geschichte e. V.; Paris, Centre Culturel Algérien.
- 1992 Arundel, Little Gallery
- 1993 Algier, Grote retrospectieve met meer dan 120 schilderijen in het Musée National des Beaux Arts d'Alger. Het museum doet aankopen.
- 1998 Solingen, August-Dicke-Gymnasium, voor het 125-jarig bestaan.
- 2000 Solingen, Kunstmuseum Baden; Parijs, stadhuis
- 2002 Algiers, Duits-Algerijnse vereniging
- 2003 Aken, Centre Culturel Français in het kader van het Algerijnse culturele jaar in Frankrijk
- 2004 Algiers, tweede grote retrospectieve van 100 schilderijen in het Nationaal Museum van Algiers onder het beschermheerschap van de Minister van Cultuur, Khalida Toumi
- 2008 Angers, Kasteel van Angers
- 2017 Georgsmarienhuette, Museum Villa Stahmer

## Musea, archieven, openbare collecties
Schilderijen en documenten van de kunstenares Bettina Heinen-Ayech worden in meerdere musea, archieven en openbare collecties in verschillende Europese en Noord-Afrikaanse landen bewaard. In Algerije bevindt zich een grote collectie schilderijen van de kunstenares Bettina Heinen-Ayech in het Nationaal Museum voor Schone Kunsten in Algiers (Musée National des Beaux Arts d'Alger), evenals in de Gemeentelijke Kunstcollectie van de hoofdstad Algiers in de "Galerie Samson" en in de collectie van het presidentiële kantoor in Algiers. In Noorwegen is Bettina Heinen-Ayech te bewonderen in de kunstcollectie van de gemeente Alstahaug. In Duitsland bevinden zich schilderijen van de kunstenares in de kunstcollectie van de deelstaat Noordrijn-Westfalen, in het Kunstmuseum in Solingen en in het Nordfriesland Museum. In Zwitserland worden nog meer archiefstukken over de kunstenares in het archief van het SIK-ISEA: Instituut voor Kunststudies over Historische en Hedendaagse Kunst in Zwitserland in Zürich bewaard.

## Kunstenaarskolonie "Schwarzes Haus"

Logo van de kunstenaarskolonie

In 2020 werd een gedenkplaat voor haar en haar vrienden uit een kunstenaarskolonie aangebracht op het huis van haar ouders, het zogenaamde "Schwarzes Haus". In januari 2022 werd de non-profit Bettina Heinen-Ayech Foundation, Stichting voor Kunst, Cultuur en Internationale Dialoog opgericht. De stichting beheert de nalatenschap van de kunstenares.
Sinds de dood van Bettina Heinen-Ayech zet haar zoon, de Münchense arts Haroun Ayech, zich in voor haar nagedachtenis en die van haar collega-kunstenaars. Zelf woonde de kunstenares tot het einde van haar leven in het zogenaamde "Schwarze Haus", de voormalige mijnwerkerswoning van de loodmijn Höhscheider, die de vader van Heinen in 1932 had verworven. Na de Tweede Wereldoorlog betrok Erwin Bowien het huis ernaast, het "Rote Haus". Ayech richtte de non-profit stichting "Bettina Heinen-Ayech Foundation - Stichting voor Kunst, Cultuur en Internationale Dialoog" op. De stichting initieerde op haar beurt het project van de Solinger kunstenaarskolonie "Schwarzes Haus".
In februari 2023 werd de kunstenaarskolonie "Schwarzes Haus" in de "European Federation of Artists' Colonies" opgenomen en niet veel later in de culturele route "Impressionisms Routes" van de Raad van Europa.

## Onderscheidingen
- 1976 Bettina Heinen-Ayech ontvangt de Grand Prix de la ville d’Alger
- 1993 Cultuurprijs van de Bürgerstiftung Baden, Solingen
- 1998 De stad Constantine in Algerije eert de kunstenares met een Prix d’honneur
- 2003 Algerijnse staatsprijs, uitgereikt door de minister van Cultuur, mevrouw Khalida Toumi, als eerbetoon aan het gehele artistieke oeuvre
- 2006 Officiële onderscheiding door het Algerijnse Ministerie van Cultuur

## Publicaties
- (als redacteur) Hanns Heinen: Aus der Fülle des Lebens. Gedichte. (Uit de volheid van het leven. Gedichten). U-Form, Solingen.
- (als redacteur) Erwin Bowien: Das schöne Spiel zwischen Geist und Welt – Mein Malerleben.(Het mooie spel tussen geest en wereld - Mijn schildersleven). ISBN 3-88234-101-7.
- (als redacteur) Erwin Bowien. Werkverzeichnis – Catalogue Raisonné – Werkoverzicht. U-Form, Solingen 1999, ISBN 3-88234-103-3.

## Films
- 1992: Bettina Heinen-Ayech, Lettre à Erwin Bowien, kunstenaarsportret (Hassan Bouabdellah, Visualis Production, Algiers 1992. Duitse versie: Bettina Heinen-Ayech, brief aan Erwin Bowien. Visualis Productie i.s.m. Avalon Film+TV-Productie, Solingen 1992)
- 2002: Bettina Heinen-Ayech, Hymn à la nature (Boualem Aissaoui, CYM Audiovisuel, Algiers)
- 2010: The Art of Remembrance (verslag over het eerste bezoek van Bettina Heinen-Ayech aan Kreuzthal sinds het einde van de oorlog in het BR-formaat "Tussen Spessart en Karwendel")
- 2015: Vanishing Point in de Allgäu - The Art of Remembrance: Erwin Bowien in Kreuzthal (regisseurs: Georg Bayerle en Rudi Holzberger. Bayerle Kümpfel Holzberger Stichting)
- 2017: Bettina Heinen-Ayech - Solingen schilder in Algerije (bijdrage aan de 80. Verjaardag van de kunstenaar in het formaat "Lokalzeit Bergisches Land" van de WDR)